# Proporcionalidad compuesta
Se denomina proporcionalidad compuesta a aquellas situaciones en las que intervienen más de dos magnitudes ligadas por la relación de proporcionalidad.
Entre estas magnitudes puede intervenir la proporcionalidad directa o inversa.

## Ejemplo
| Si 12 trabajadores construyen un muro de 100 metros en 10 horas, ¿cuántos trabajadores se necesitarán para levantar un muro de 75 metros en 5 horas? |

Las variables del problema son: número de trabajadores, longitud del muro (en metros) y tiempo (en horas). La variable incógnita es el número de trabajadores. 
Para resolver el problema, debe estudiarse la relación de proporcionalidad entre cada variable con la variable incógnita: 
- longitud del muro - número de trabajadores: cuanto mayor es la longitud del muro, más trabajadores se necesitan. Es una proporcionalidad directa.
- tiempo - número de trabajadores; cuanto más trabajadores construyen el muro, menos tiempo se requiere. Es una proporcionalidad inversa.

Ahora se puede resolver el problema aplicando dos veces una regla de tres simple, o bien, mediante una regla de tres compuesta. Para aplicar una regla de tres compuesta, se escriben los datos en una tabla: 
| Longitud (m) | Tiempo (h) | Trabajadores |
| 100          | 10         | 12           |
| 75           | 5          | x            |

La regla se obtiene escribiendo una multiplicación de dos fracciones a la izquierda de una igualdad y una fracción a la derecha de ésta:
- La fracción de la derecha se corresponde con la tercera columna (variable incógnita): en el numerador se escribe la primera columna (12) y, en el denominador, la segunda (x).
- Las fracciones de la izquierda se corresponden con la primera y segunda columna: si la proporcionalidad de la variable de la columna i con la variable incógnita es directa, en el numerador de su fracción se escribe la primera columna y, en el denominador, la segunda; si es inversa, se intercambian el numerador y el denominador.

La regla de tres compuesta del problema es
{\displaystyle {\frac {100}{75}}\cdot {\frac {5}{10}}={\frac {12}{x}}}
Se despeja la incógnita: 
{\displaystyle x={\frac {12\cdot 75\cdot 10}{100\cdot 5}}=18}
Por tanto, se necesitarán 18 trabajadores.